# Шевченко Григорій Мефодійович
Григо́рій Мефо́дійович Шевче́нко (1902 — 28 вересня 1943) — радянський військовик, учасник Другої світової війни, командир 957-го стрілецького полку 309-ї стрілецької дивізії (40-а армія, Воронезький фронт), підполковник. Герой Радянського Союзу (1943).

## Біографія
Народився у 1902 році в місті Києві в робітничій родині. Українець. Член ВКП(б) з 1929 року.
До лав РСЧА вступив у 1920 році. Учасник Громадянської війни в Росії у 1920—1921 роках.
З 1922 року проходив службу у військах ОДПУ СРСР. був командиром відділення 2-го конвойного полку. У 1924 році закінчив школу військ ОДПУ. Згодом переведений у Червону армію, пройшов Курси удосконалення командного складу (КУКС).
Учасник німецько-радянської війни з 10 липня 1941 року. Був командиром стрілецького батальйону, виконувачем обов'язків командира полку, а з 8 листопада 1941 року — начальник штабу 977-го стрілецького полку 270-ї стрілецької дивізії Південно-Західного фронту. У складі полку брав участь у важких боях під Красноградом, Краснопавлівкою, Добропіллям, Червоним Шахтарем та біля Ізюма в Харківській області.
З квітня 1943 року — командир 957-го стрілецького полку 309-ї стрілецької дивізії.
Під час Курської битви 957-й стрілецький полк 309-ї стрілецької дивізії 6-ї гвардійської армії під командуванням підполковника Г. М. Шевченка ліквідував наступ супротивника північніше Новоселівки, здійснив 70-ти кілометровий марш від Дмитровки Ракитянського району Курської області й 9 липня 1943 року зайняв оборону південніше Орловки Івнянського району Курської області. 11 липня полк відбив атаку до 2-х батальйонів піхоти ворога при підтримці 70 танків. наступного дня після артилерійської підготовки полк перейшов у наступ, покращив свої позиції й перерізав дорогу з Кочетовки на Зоринські Двори.
У серпні 1943 року 957-й стрілецький полк під командуванням підполковника Шевченка Г. М. з боями визволив низку населених пунктів Сумської області, зокрема, місто Лебедин. За цей час бійці полку тричі проривали оборону супротивника, просуваючись вперед у середньому на 20-30 кілометрів за добу.
У вересні 1943 року полк під командуванням підполковника Шевченка Г. М., здійснивши 60-ти кілометровий марш, форсував дві середні річки й, знищивши до батальйону ворожої піхоти, з боєм оволодів містом Переяславом Київської області. Полк першим у 40-й армії вийшов на річку Дніпро, у ніч з 23 на 24 вересня форсував її під сильним вогнем супротивника й з ходу захопив село Балико-Щучинка. Протягом 24-28 вересня бійці полку вели важкі бої з переважаючими силами ворога, потіснили їх і розширили плацдарм, тим самим забезпечивши переправу решти сил дивізії.
Вранці 28 вересня 1943 року підполковник Шевченко Григорій Мефодійович особисто повів у бій солдатів полку на ворога, що перейшов у наступ. Загинув від розриву міни.
Похований у місті Пирятин Полтавської області.

## Нагороди
Указом Президії Верховної Ради СРСР від 23 жовтня 1943 року за успішне форсування ріки Дніпро південніше Києва, міцне закріплення плацдарму на західному березі та виявлені при цьому відвагу і героїзм, підполковникові Шевченку Григорію Мефодійовичу присвоєне звання Героя Радянського Союзу (посмертно).
Нагороджений орденом Леніна (23.10.1943), двома орденами Червоного Прапора (04.03.1942, 29.08.1943), орденом Суворова (28.09.1943).

## Пам'ять
У місті Пирятині ім'ям Григорія Мефодійовича Шевченка названо вулицю й школу.